# Извиђачи
Извиђачи или скаути (енгл. Scouts) су организација деце, младих и одраслих. Основни циљ извиђачке организације јесте васпитање и образовање деце и омладине кроз игру и боравак у природи. Савез извиђача Србије је отворен за све, без обзира на националну или верску припадност, расу, узраст, пол, политичко опредељење, културу... Члан Савеза извиђача може бити сваки грађанин или становник Републике Србије који има 7 и више година.

## Опис
Извиђачи су покрет за децу и младе, а у остваривању циљева и програма им помажу одрасли чланови организације. Извиђачи се претежно баве упознавањем природе, дружењем (социјализацијом деце) и учењем корисних вештина које им могу помоћи у будућем животу како у цивилизованом свету, тако и у дивљини.
Важнија знања која извиђачи усвајају су: оријентација на карти и у природи, топографија, упознавање биљног и животињског света, чворови, путни знакови, извиђачке песме, друштвене игре у природи и затвореном простору, пионирство, сигнализација, прва помоћ, спортови (нпр. извиђачки спортови као што су: отимање мараме, скаутбол, троного трчање) и друго. Постоје и отворена такмичења оријентацијског типа и с тзв. олимпијским дисциплинама. Скаутбол је једна од најпопуларнијих дисциплина, у Хрватској чак и постоји лига такмичења.
Извиђачи су настали 1907. године у Великој Британији од стране Роберта Бадена Пауела, а у Србији је ову организацију основао Др Милош Ђ. Поповић 1911. године.
Извиђаштво допуњује школу и породицу у стварима које су за њих неизводиве. Извиђаштво открива свет изван зидова учионице, потиче жељу за истраживањем, откривањем и знањем. Извиђач активно примењује своје знање и несебично га дели с другима.
Извиђаштво је покрет “увек у покрету”. Прилагођава се условима, месту и потребама. Извиђаштво је начин живота. Извиђаштво пружа старијима могућност да помогну младима. То је пут к бољем разумевању међу генерацијама. У раду с младима одрасли стичу искуства и знања која им помажу у личном развоју. Помоћ младим људима у изградњи властитог физичког, интелектуалног, друштвеног и духовног живота, кроз забаву и разоноду. Извиђаштво не познаје границе расе, светоназора или вере, у складу с начелима свог оснивача Роберта Бадена Пауела.
Одлуку о приступању и останку доносе млади сами, а на основу бројних и занимљивих програма. Извиђачи не представљају нити једну политичку странку или организацију. Ипак, извиђачи се активно укључују у рад за добробит заједнице, друштва и домовине. Од свог оснивања 1907. године извиђаштво никад није престало да расте. Данас има више од 28 милиона чланова - дечака и девојчица, младића и девојака, у 216 држава и територија. У последњих 20 година извиђачки покрет је удвостручио своје чланство. Велики број нових чланова налази се у транзицијским земљама. Извиђачки покрет доприноси развоју демократије и цивилног друштва.

## Историја

### Порекло
Подстрек за настанак извиђачког покрета била је публикација Извиђање за дечаке из 1908. године коју је написао Роберт Бејден-Поуел. Током боравка у Чартерхаусу, једној од најпознатијих јавних школа у Енглеској, Бејден-Поуел је био заинтересован за активности у отвореном простору. Касније, као војни официр, Бејден-Поуел је био смештен у Британској Индији током 1880-их, где се бавио војним извиђањем, и 1884. године је објавио рад Реконесенс и извиђање (енгл. Reconnaissance and Scouting).
Године 1896, Баден-Пауел је послат у регион Матаблеланд на Јужној Родезији (сада Зимбабве) као шеф штаба генералa Фредерикa Kарингтонa током Другог матабелског рата. Јуна 1896. је у Африци упознао и започео доживотно пријатељство са Фредериком Раселом Бернамом, шефом извиђача Британске армије у Африци, америчког порекла. Ово је било формативно искуство за Бејден-Поуела, не само зато што је уживао у командовању извиђачким мисијама на непријатељској територији, већ и зато што су многе његове касније извиђачке идеје настале овде. Током заједничких извиђачких патрола на брдима Матоба, Бернам је увећао Бејден-Поуелове вештине опстанка у шумама, инспиришући га да произађе са програмом и кодексом части, који су касније објављени у делу Извиђање за дечаке. Активности практиковане међу пограничним припадницима америчког Дивљег запада и домородачким народима Америке биле су углавном мало познате Британској војсци, али добро познате америчком извиђачу Бернаму. Те вештине су на крају постале основом онога што се данас назива извиђаштвом, основом извиђања. Обојица су препознала да су се ратови у Африци знатно мењали и да се британска војска морала прилагодити; те су током заједничких извиђачких мисија Бејден-Поуел и Бернам дискутовали концепт широког програма обуке у извиђању за младиће, који би био богат истраживањем, праћењем, теренским вештинама и самодовољношћу. Током боравка на Матобо брдима Бејден-Поуел је започео да носи свој препознатљиви кампњски шешир, попут оног који је носио Бернам, а набавио је свој куду рог, ндебелски ратни инструмент који је касније сваког јутра користио на острву Браунси за буђење првих извиђача, и за позивање на заједниљку наставу.

## Чланство
| Земља                | Чланство   | Учешће становништва | Уведени извиђачи | Уведено вођење |
| -------------------- | ---------- | ------------------- | ---------------- | -------------- |
| Индонезија           | 17,100,000 | 7.2%                | 1912             | 1912           |
| САД                  | 7,500,000  | 2.4%                | 1910             | 1912           |
| Индија               | 4,150,000  | 0.3%                | 1909             | 1911           |
| Филипини             | 2,150,000  | 2.2%                | 1910             | 1918           |
| Тајланд              | 1,300,000  | 1.9%                | 1911             | 1957           |
| Бангладеш            | 1,050,000  | 0.7%                | 1920             | 1928           |
| Уједињено Краљевство | 1,000,000  | 1.6%                | 1907             | 1909           |
| Пакистан             | 575,000    | 0.3%                | 1909             | 1911           |
| Кенија               | 480,000    | 1.1%                | 1910             | 1920           |
| Јужна Кореја         | 270,000    | 0.5%                | 1922             | 1946           |
| Немачка              | 250,000    | 0.3%                | 1910             | 1912           |
| Уганда               | 230,000    | 0.6%                | 1915             | 1914           |
| Италија              | 220,000    | 0.4%                | 1910             | 1912           |
| Канада               | 220,000    | 0.7%                | 1908             | 1910           |
| Јапан                | 200,000    | 0.2%                | 1913             | 1919           |
| Француска            | 200,000    | 0.3%                | 1910             | 1911           |
| Белгија              | 170,000    | 1.5%                | 1911             | 1915           |
| Пољска               | 160,000    | 0.4%                | 1910             | 1910           |
| Нигерија             | 160,000    | 0.1%                | 1915             | 1919           |
| Хонгконг             | 160,000    | 2.3%                | 1914             | 1916           |

1. ↑  Пуна табела на Листа чланова светске организације извиђача.
2. ↑  Укључујући 90,000 несврстаних извиђача и водича, види Извиђачи у Немачкој
3. ↑  Укључујући 30,000 несврстаних извиђача и водича, види Извиђачи у Италији
4. ↑  Укључујући 60,000 несврстаних извиђача и водича, види Извиђачи у Француској
5. ↑  Укључујући 5,000 несврстаних извиђача и водича, види Извиђачи у Белгији
6. ↑  Укључујући 20,000 несврстаних извиђача и водича, види Извиђачи у Пољској